# Matteo Togninalli
Matteo Togninalli (Sondrio, 25 de setembro de 1977) é um engenheiro italiano de Fórmula 1 que atualmente é o chefe de engenharia de pista da equipe de Fórmula 1 da Ferrari.

## Carreira
Em 2003, Togninalli se formou em engenharia mecânica pela Politécnica de Milão, após o qual começou a trabalhar no centro de pesquisa da FIAT, onde ele entrou em contato com a Scuderia Ferrari pela primeira vez. Em 2005, ele começou a trabalhar na Garagem Remota da Ferrari e, em 2008, ele se juntou à equipe como engenheiro de dinâmica de veículos.
Em 2010, ele se tornou chefe de engenharia de desempenho de corrida e, em 2015, foi promovido ao cargo de chefe do departamento de engenharia de pista, uma função que envolvia coordenar todas as atividades da pista durante um fim de semana de corrida de uma perspectiva técnica, ao mesmo tempo em que liderava o grupo de engenharia de desempenho de corrida em Maranello.